# Erica trachysantha
Erica trachysantha är en ljungväxtart som beskrevs av H. Bol. Erica trachysantha ingår i släktet klockljungssläktet, och familjen ljungväxter. Inga underarter finns listade i Catalogue of Life.